# Pachylophus
Pachylophus Loew, 1858 è un genere di ditteri della famiglia Chloropidae.